# Estadio Dinamo (Moscú)
El estadio Dinamo (del ruso: Стадион «Динамо») fue un estadio multiusos de la ciudad de Moscú, capital de Rusia. El estadio fue construido en 1928 y tras su última remodelación fue capaz de albergar a 36 540 espectadores sentados, aunque llegó a albergar más del doble durante la época soviética. El estadio fue propiedad del FC Dinamo Moscú desde su inauguración hasta 2008, cuando fue clausurado para su demolición. Desde entonces el equipo disputaba sus partidos en el Arena Khimki, hasta la inauguración del recinto VTB Arena en el año 2019. También ha sido utilizado por el CSKA Moscú, el FC Lokomotiv Moscú y FC Spartak de Moscú en competición europea.
Situado exactamente en el distrito moscovita Aeroport, en el Ókrug Administrativo del Norte, el estadio albergó diferentes eventos deportivos y culturales. Fue una de las sedes del fútbol en los Juegos Olímpicos de Moscú 1980 y Michael Jackson trajo su gira HIStory World Tour a Moscú en este estadio en 1996.

## Historia
El estadio fue construido en 1928 por los arquitectos Arkadi Langman y Lazar Cherikover con motivo de la Espartaquiada de 1928. El recinto fue construido originalmente con forma de herradura, abierta hacia el parque Petrovsky y cerrado en Leningradsky Prospekt. En 1936 fue construida la grada este, cerrando así el estadio en dos niveles de gradas. Desde entonces, el estadio Dinamo podía albergar alrededor de 54 000 espectadores. El Dinamo fue el estadio más grande de la Unión Soviética hasta 1956, cuando se inauguró el estadio Luzhniki, el escenario principal del país.

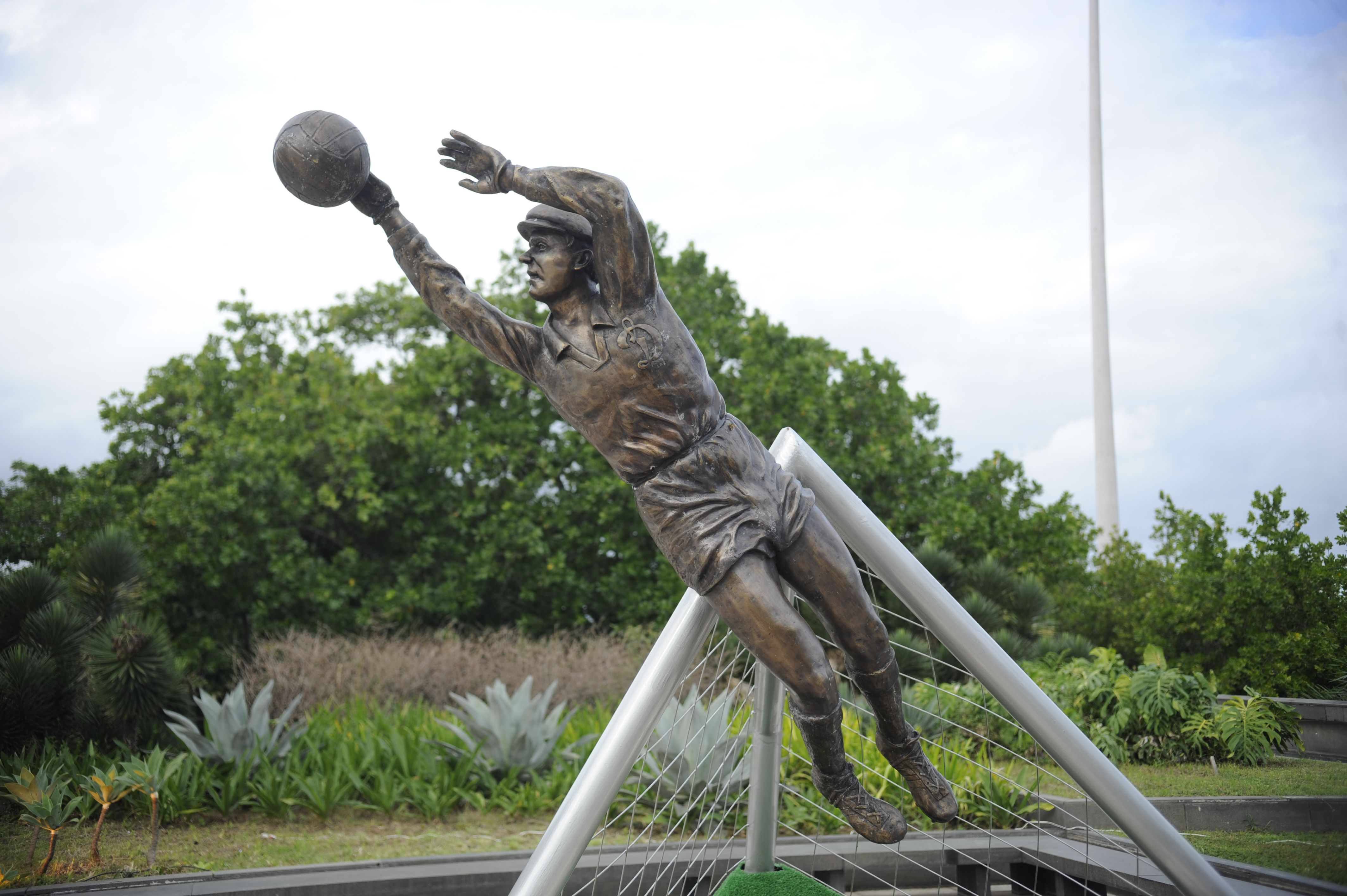
Estatua en honor a Lev Yashin en el exterior del estadio.

En los años 1977-1979 se llevó a cabo una importante reconstrucción del estadio. Al complejo se añadió una serie de edificios deportivos y administrativos, se instaló un nuevo mástil de iluminación y la capacidad del estadio se amplió gracias a un sistema de nuevas gradas. En la avenida que conduce desde la salida sur de la estación de metro Dinamo a la tribuna sur se establecieron los símbolos de los Juegos Olímpicos, ya que el equipo nacional soviético participó desde los Juegos Olímpicos de Helsinki en 1952 hasta los Juegos Olímpicos de Moscú 1980.

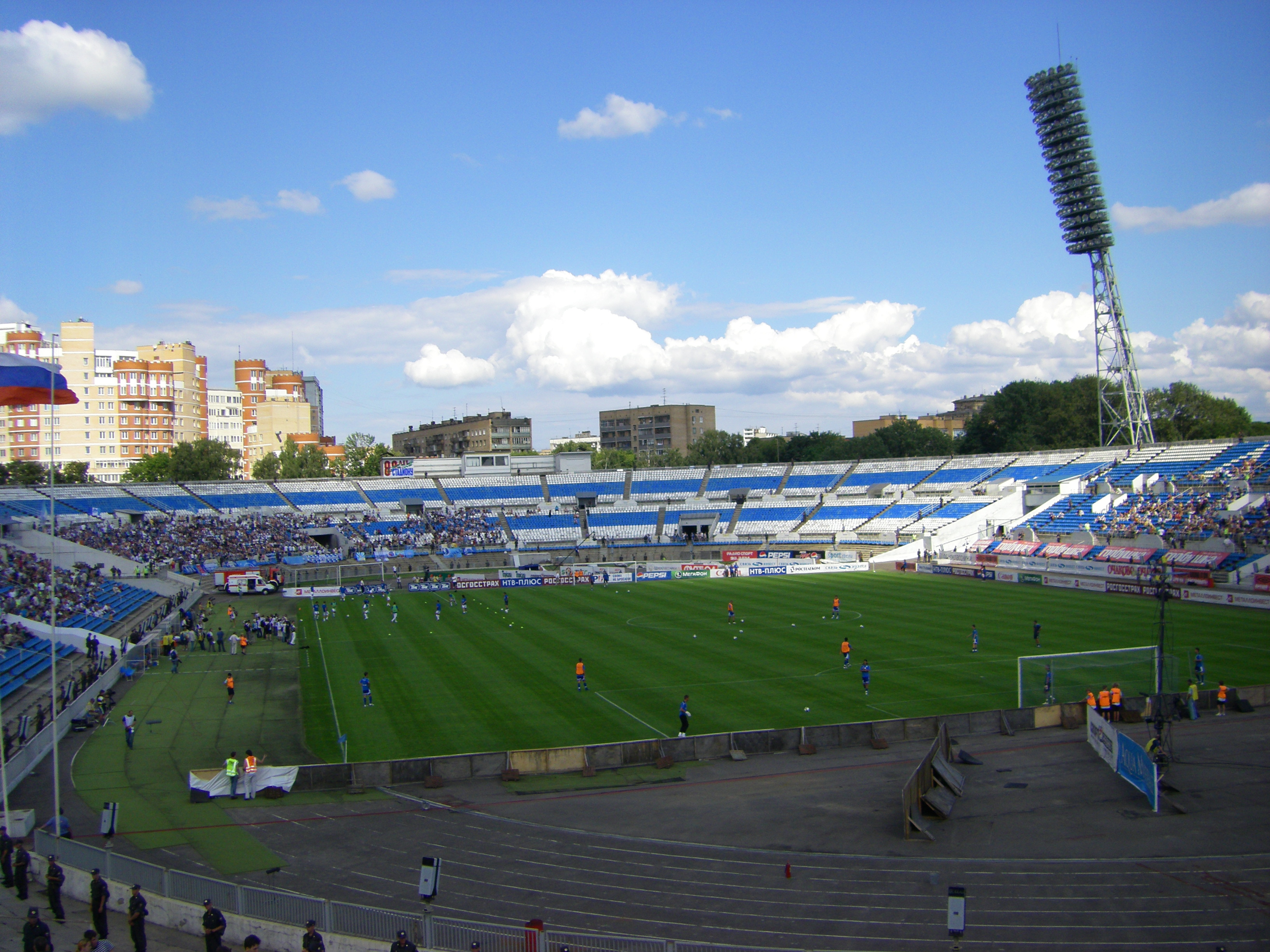
Aspecto del estadio en julio de 2008.

Precisamente como preparación para los Juegos Olímpicos de 1980, se desmantelaron y reconstruyeron la tribuna oriental, la norte y la sur, por lo que se perdieron elementos característicos del estadio de la mejora de 1935-1936. Se instalaron los pórticos de la entrada, piscinas, fuentes, callejones y pasillos decorativos, un estanque y un parque de educación física. Durante los Juegos Olímpicos, el estadio albergó partidos del torneo de fútbol y en las instalaciones anexas se disputaron partidos de hockey sobre césped.
En 1998 el estadio fue sometido a mejoras con motivo de los Juegos Mundiales de la Juventud. Los bancos de madera de la temporada 1998 fueron sustituidos por sillas de plástico, por lo que la capacidad del estadio se redujo a 36 540 personas, todas ellas sentadas. En 1999 fue inaugurado, en la entrada a la tribuna norte, el monumento al histórico portero del Dinamo Lev Yashin. En 2010, con el inicio de la reconstrucción del estadio, el monumento fue trasladado a la entrada de la salida sur de la estación de metro Dinamo.
El 22 de noviembre de 2008 se celebró en el estadio el partido de despedida entre el Dinamo y el Tom Tomsk (2:0) y fue clausurado hasta 2011 en espera de comenzar los trabajos de demolición y reconstrucción del nuevo estadio. En este período, el Dinamo se trasladó al Arena Khimki.